# Margarita de Antioquía

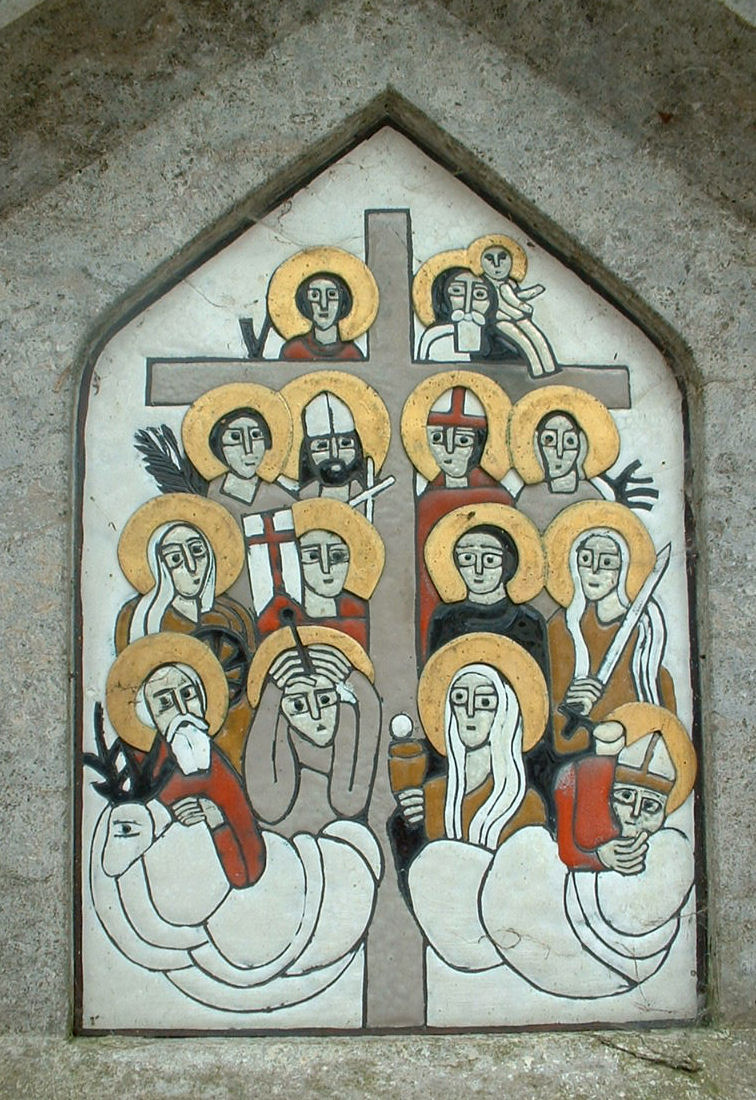
Santos auxiliadores

Margarita de Antioquía o Santa Margarita (venerada en la Iglesia ortodoxa como Marina de Antioquía) es una santa cristiana, virgen y mártir, inscrita en el grupo de los Santos auxiliadores. Fue asesinada por su fe bajo la persecución del emperador Diocleciano, reinante entre los años 284 y el 305.

## Biografía
La hagiografía clásica cuenta que Marina-Margarita nació en Antioquía (en Asia Menor, hoy Turquía), hija de un sacerdote pagano, pero a través de su ama de leche conoció la fe cristiana. Al cumplir 12 años, Margarita se bautizó. Cuando lo supo su padre, renegó de ella.
Un día, cuando Margarita ya tenía 15 años, estaba cuidando a unas ovejas que pastoreaban. Pasó por el lugar el prefecto romano Olibrio, que quedó fascinado por la belleza de la joven y le propuso matrimonio. Margarita no ocultó que era cristiana. Entonces, el gobernador la entregó al cuidado de una noble mujer. Tenía la esperanza que ésta iba a convencer a la joven a renegar de Cristo. Pero Margarita fue firme y se negó a ofrecer un sacrificio a los ídolos.
Encarcelada por no acceder a los requerimientos del prefecto, se cuenta que consiguió echar, de sí misma, un demonio de su garganta por medio del signo de la cruz; otra versión es que un demonio se le apareció en forma de dragón y la devoró, pero ella poseía un crucifijo con el cual rasgó la piel del dragón y salió de allí. Entonces la sometieron a las más terribles torturas: la azotaron con varillas, cortaron su cuerpo con tridentes, le clavaron clavos y fue lacerada con un gancho.
Sobreviviendo milagrosamente, según la leyenda, de las muñecas de Margarita se cayeron las cadenas y sobre su cabeza empezó a irradiarse una extraordinaria luz, dentro de la que volaba girando una paloma que sostenía en el pico una corona de oro.
El gobernador, finalmente, ordenó matarla, así como a todos aquellos quienes creían en Cristo. Según la leyenda, ese día fueron decapitadas 15 000 personas. Feotim, un testigo, relató los martirios de Margarita.
Sus reliquias se encontraban en Constantinopla hasta la conquista de la ciudad por los cruzados en 1204. El brazo de Santa Margarita se halla en el monte Athos en el Monasterio de Vatopediou.

## Historicidad
Para muchos críticos la historicidad de Margarita no está demostrada. Su leyenda, descrita por los cruzados dice que murió decapitada, sin precisar si había perdido su virginidad, pero en el imaginario popular quedó como modelo de las vírgenes consagradas.
Sin embargo, a pesar de que la obra passio de un tal Teótimo que se autodenomina "testigo ocular" de sus obras y  martirio, no posee mayor credibilidad histórica en su relato. La existencia de la mártir no se ha considerado discutible como tal, esto debido a la antigüedad de culto, y la ininterrumpida veneración de sus reliquias, identificándose su lugar de sepultura.

## Representaciones y atributos
Su principal atributo es el dragón que lleva atado o que yace a sus pies, a veces es representada guardando su rebaño, sostiene una cruz entre las manos y rosario de perlas.